# Inter (chaîne de télévision)
Pour les articles homonymes, voir Inter.
Inter (ukrainien: Інтер) est une chaîne de télévision généraliste ukrainienne lancée le 20 octobre 1996. Elle est la première chaîne ukrainienne en audimétrie, ses principales concurrentes étant la chaîne de télévision publique UA:Pershyi et la chaîne privée 1+1.